# Kateřina Zohnová
Kateřina Zohnová (ur. 7 listopada 1984 w Kraslicach) – czeska koszykarka występująca na pozycji rzucającej lub niskiej skrzydłowej, reprezentantka Czech.
Dwa razy występowała w krakowskim zespole, pierwszy raz w sezonie 2009/2010, a drugi raz podpisała kontrakt w sezonie 2015/2016. 
Kateřina związała się z Wisłą w czerwcu 2009 roku. Wisła nie była jej pierwszym polskim klubem, wcześniej występowała w barwach KSSSE AZS PWSZ Gorzów Wielkopolski.
Jej największym atutem są rzuty za trzy punkty. W sezonie 2008/09 zajęła pierwsze miejsce w lidze pod względem skuteczności rzutów zza linii 6 metrów i 25 centymetrów, trafiając 55 na 111 prób (49,5%).

## Osiągnięcia
Stan na 6 stycznia 2017, na podstawie, o ile nie zaznaczono inaczej.
Drużynowe
- Mistrzyni:
  - Polski (2016)
  - Grecji (2011)
- Wicemistrzyni Polski (2009)
- Brąz Eurocup (2011)
- Zdobywczyni Superpucharu Polski (2009)
- Uczestniczka rozgrywek:
  - Euroligi (2015/16)
  - Eurocup (2006–2012)

Indywidualne
- Liderka PLKK w skuteczności rzutów za 3 punkty (2009, 2010)

Reprezentacja
- Brązowa medalistka:
  - mistrzostw Europy U–18 (2002)
  - mistrzostw Europy U–20 (2004)
- Uczestniczka:
  - igrzyski olimpijskich (2012 – 7. miejsce)
  - mistrzostw Europy (2009 – 10. miejsce)
  - mistrzostw świata U–21 (2003 – 9. miejsce)